# Moviment de Resistència Global
El Moviment de Resistència Global (MRG) es va iniciar com a xarxa i espai de comunicació entre col·lectius i iniciatives per a coordinar accions i intercanviar informacions de cara a les protestes antiglobalització a Praga convocades amb motiu de la Cimera del Fons Monetari Internacional i el Banc Mundial que es va realitzar al setembre 2000 en la capital de la República Txeca.

## Orígens
Inspirat per les lluites de l'Exèrcit Zapatista d'Alliberament Nacional de principis dels 90 o les manifestacions contra la cimera de l'OMC a Seattle en 1999 com a inici del moviment antiglobalització, el Moviment de Resistència Global (MRG) té els seus orígens a principis de juny de l'any 2000, a partir d'una reunió convocada al Centre Social Okupat de la Fàbrica Hamsa de Sants a Barcelona a la qual van assistir una trentena de persones de diferents col·lectius i poblacions de Catalunya.
En aquesta primera reunió va ser on, a banda de crear-se les diferents comissions d'actuació i tractar qüestions relacionades amb el finançament, la comunicació o l'articulació, es va proposar el nom de Moviment de Resistència Global - Praga 2000 per a aglutinar, coordinar i enfortir totes les accions que des de l'estat espanyol s'organitzaren de cara a la Cimera Internacional de Praga 2000 i treballar per la justícia global i contra la globalització econòmica neoliberal.
Alguns dels membres d'aquesta iniciativa pionera van ser Enric Duran, Ada Colau, Esther Vivas, Mayo Fuster Morell, Gemma Galdon Clavell o Gemma Ubasart a Catalunya, i Pablo Iglesias a Madrid.

## Ideologia i objectius
Des dels seus orígens l'MRG pretenia consolidar-se com una xarxa oberta que convidara a la participació de tots els col·lectius i grups que volgueren participar de les accions anticapitalistes per a Praga 2000 i posteriorment en les successives mobilitzacions de l'anomenat moviment antiglobalització. Les seues accions van estar orientades en contra del model socioeconòmic neoliberal, en resposta a una mundialització econòmica imposada pels grans organismes financers i polítics i en resposta també a un control sobre les institucions i la societat exercit per les transnacionals.
Les mobilitzacions organitzades pretenien reclamar una societat més justa i un repartiment equitatiu de la riquesa, potenciar la democratització i el pluralisme de les institucions i limitar el poder de les multinacionals i els grans grups financers. Entre els seus objectius prioritaris també figurava l'abolició del deute dels països del sud, la defensa dels drets fonamentals de les minories i de les poblacions més desfavorides i la protecció del medi ambient. D'altra banda, l'MRG es manifestava contrari a la representació política, les estructures jeràrquiques i a la institucionalització dels moviments socials. Posseïa un funcionament obert, participatiu i de caràcter assembleari, que fomentava a més la desobediència civil i l'autogestió com a eines de canvi social.

## Praga 2000, Niça 2000, Barcelona 2001, Gènova 2001 i l'MRG català
La participació del Moviment de Resistència Global en les mobilitzacions contra el BM i el FMI a Praga 2000 va ser part del bateig europeu en l'estratègia dels bloquejos i les contracimeres. Posteriorment, l'MRG va organitzar múltiples mobilitzacions i va representar el punt de confluència d'activistes provinents de diversos moviments (okupa, solidaritat, antimilitarista, estudiantil) amb un marcat caràcter juvenil. L'experiència de l'MRG català va ser pionera en el sentit que va afavorir l'aparició d'altres agrupacions similars al llarg de l'estat espanyol, encara que cadascuna d'elles amb les seues peculiaritats locals.
A finals de l'any 2000 va tenir lloc una nova mobilització internacional que va comptar amb una alta participació catalana: la contracimera de la Cimera de Niça, on es van reunir els caps de govern de la Unió Europea. Niça va presenciar la pluralitat de les lluites del moviment de moviments en produir-se en un mateix escenari, d'una banda, mobilitzacions de sindicats majoritaris contra les retallades socials de la UE en forma de manifestacions convencionals i, d'altra banda, diverses accions dels sectors més mobilitzats i partidaris de la desobediència civil agrupats en la Plataforma Niça 2000.
El 2001, l'MRG Catalunya va llançar una crida motivant una campanya contra el Banc Mundial, els dirigents del qual tenien prevista una visita al juny a Barcelona, però que finalment va ser suspesa a causa de la pressió de les mobilitzacions. Al juliol del mateix any, el Moviment de Resistència Global va acudir a la contracimera del G8 a Gènova la qual va estar marcada per una gran violència i durs enfrontaments entre la policia i els manifestants, que van finalitzar amb nombrosos ferits i la mort del jove activista Carlo Giuliani. Entre els ferits i detinguts van estar diversos membres de l'MRG Saragossa.

## Connexions globals
Entre 2001 i 2002 l'MRG va ser convocant europeu de la Peoples' Global Action o Acció Global dels Pobles, moviment social radical organitzat sota una xarxa global difusa que organitzava campanyes populars i accions directes com a protesta contra la globalització i el capitalisme i per la justícia ambiental i social.
L'MRG també es va coordinar amb altres moviments anticapitalistes a nivell global com el Fòrum Social Mundial, Reclaim the Streets o Ya Basta Association. Quant al Fòrum Social Mundial a més, l'MRG Catalunya va ser convidat a formar part de forma permanent del seu Consell Internacional; però després de participar com a observadors en la reunió celebrada a Barcelona del 28 al 30 d'abril de 2002, es va acabar rebutjant la proposta.

## Dissolució de l'MRG a Catalunya
Dos anys i mig després dels seus inicis, a finals de gener de 2003, l'MRG va llançar un comunicat mitjançant el qual es declarava dissolt per consens. Els motius: estar convertint-se en una identitat, en una estructura o organització estàtica. "L'MRG mor, es multipliquen les lluites" va ser el títol del manifest de dissolució: "per a desafiar al món des de l'acció directa, des de la desobediència i des de la rebel·lia".

## Confusions entre el Moviment de Resistència Global (MRG) i el Moviment Antiglobalització
A causa del seu nom genèric, el Moviment de Resistència Global va ser confós en múltiples ocasions pels mitjans de comunicació amb el mateix Moviment Antiglobalització del que va formar part.